# Aceraceae
Aceraceae è una famiglia di piante dicotiledoni dell'ordine delle Sapindales.
La classificazione APG IV (2016) non riconosce come valido questo raggruppamento e assegna le specie in esso comprese alla famiglia Sapindaceae.

## Descrizione
La foglia, dalla caratteristica forma, è di solito palmato-lobata, attaccata ad un lungo picciolo. Il fogliame è in genere caduco. Il fiore è generalmente ermafrodita (talvolta solo maschile) ed è dotato di cinque petali ed altrettanti sepali; è unito agli altri in un'infiorescenza. Come accennato, le piante vengono in genere riconosciute molto in fretta grazie al frutto, dalla caratteristica forma: è a samara (se composto di una sola parte) o disamara (se le parti sono due, vedi immagine). La particolare forma del frutto favorisce il trasporto in lontananza dei semi.

## Distribuzione e habitat
Sono alberi o arbusti delle regioni temperate dell'emisfero nord e delle zone montane tropicali.

## Tassonomia
Secondo Watson & Dallwit comprende 200 specie suddivise in due generi:
- Acer
- Dipteronia (Dipteronia sinensis e D. dyeriana).

Fra i due generi, quello dell'acero è senz'altro il più conosciuto e ricco di specie, apprezzato in Italia anche come albero da parco. Per quanto riguarda Dipteronia, questo genere prende il nome dalla forma dei frutti, peraltro caratteristica dell'intera famiglia: di- (sta per 'due') con l'aggiunta di pteron (che sta per 'ali'). Il genere Dipteronia comprende solo un paio di specie ambientate in Cina.